# أحمد بن إبراهيم بن الزبير الغرناطي
أحمد بن إبراهيم بن الزبير الغرناطي، هو أحمد بن إبراهيم بن الزبير بن محمد بن إبراهيم بن الحسن ابن الحسين بن الزبير بن عاصم بن مسلم بن كعب الثقفي.
ولد في بلده جيان عام 626هـ، ثم ارتحل إلى غرناطة وتعلم على عدد من العلماء القراءات القرآنية والحديث النبوي واللغة العربية، ثم تصدر لتدريس العلوم التي تعلمها أثناء رحلته العلمية حتى أصبح التلاميذ يرحلون إليه كما قال ابن حجر: «وصارت الرحلة إليه وهو من أهل التجويد والإتقان عارفا بالقراءات حافظ للحديث مميز لصحيحه من سقيمه ذاكر لرجاله وتواريخهم متسع الرواية عني بها كثيرا».
قال محمد السليماني: «وتوفي بغرناطة في الثامن لشهر ربيع الأول عام ثمانية وسبعمائة، وكانت جنازته جنازة بالغة أقصى مبالغ الاحتفال، نفر لها الناس من كل أوب، واحتمل طلبة العلم نعشه على رؤوسهم، إلى جدثه، وتبعه ثناء جميل، وجزع كبير، رحمه الله».

## اسمه ونسبه
هو أحمد بن إبراهيم بن الزبير بن محمد بن إبراهيم بن الحسن ابن الحسين بن الزبير بن عاصم بن مسلم بن كعب الثقفي.

## مولده ونشأته العلمية
ولد في بلده جيان عام 626هـ، ثم ارتحل إلى غرناطة وتعلم على عدد من العلماء القراءات القرآنية والحديث النبوي واللغة العربية، ثم تصدر لتدريس العلوم التي تعلمها أثناء رحلته العلمية حتى أصبح التلاميذ يرحلون إليه كما قال ابن حجر: «وصارت الرحلة إليه وهو من أهل التجويد والإتقان عارفا بالقراءات حافظ للحديث مميز لصحيحه من سقيمه ذاكر لرجاله وتواريخهم متسع الرواية عني بها كثيرا».

## شيوخه
1/ سعد بن محمد الحفار.
2/ يحيى بن أبي الغصن.
3/ إسحاق بن إبراهيم بن عامر الطوسي.
4/ محمد بن عبد الرحمن بن جوير البلنسي.
5/ إبراهيم بن محمد الكماد.
6/ عبد الرحيم بن عبد المنعم بن الغرس.
7/ أحمد بن محمد السراج.
8/ أحمد بن يوسف بن فرتون.
9/ محمد بن أحمد بن خليل السكوني الكاتب.
10/ محمد بن عبد الله الأزدي.
11/ يحيى بن أحمد بن عبد الرحمن بن المُرابط.
12/ أبي يعقوب المحساي.

## فضله ومكانته
1/ قال الذهبي: «ابن الزبير الإمام الحافظ العلامة شيخ القراء والمحدثين بالأندلس».
2/ قال صلاح الدين الصفدي: «أحمد بن إبراهيم بن الزبير بن محمد بن إبراهيم بن الزبير بن عاصم الإمام العلامة المقرئ المحدث الحافظ المنشئ البارع عالم الأندلس النحوي صاحب التصانيف».
3/ قال أحمد بن محمد الأدنه وي «الإمام العالم الفاضل الشيخ أبو جعفر».
4/ قال محمد السليماني: «حاله: كان خاتمة المحدثين، وصدور العلماء والمقرئين، نسيج وحده، في حسن التعليم، والصبر على التسميع، والملازمة للتدريس».
5/ قال تقي الدين الفاسي: «وكان كثير المعرفة للنحو والقراءات أخذ ذلك عنه العيان وأخذوا عنه الحديث».

## مؤلفاته
1/ صلة الصلة.
2/ ملاك التأويل، في المتشابه اللفظ في التنزيل.
3/ البرهان في ترتيب سور القرآن.
4/ شرح الإشارة للباجي في الأصول.
5/ سبيل الرشاد في فضل الجهاد.
6/ ردع الجاهل عن اغتياب المجاهل في الرد على الشودية.
7/ الزمان والمكان.

## وفاته
قال محمد السليماني: «وتوفي بغرناطة في الثامن لشهر ربيع الأول عام ثمانية وسبعمائة، وكانت جنازته جنازة بالغة أقصى مبالغ الاحتفال، نفر لها الناس من كل أوب، واحتمل طلبة العلم نعشه على رؤوسهم، إلى جدثه، وتبعه ثناء جميل، وجزع كبير، رحمه الله».

## أهمية الموضوع
يبين أهمية الموضوع أن المترجم له أثنى عليه عدد كبير من العلماء، يقول ابن حجر: «وصارت الرحلة إليه وهو من أهل التجويد والإتقان عارفا بالقراءات حافظ للحديث مميز لصحيحه من سقيمه ذاكر لرجاله وتواريخهم متسع الرواية عني بها كثيرا».
| أحمد بن إبراهيم بن الزبير |                           |
| الكنية                    | مجهولة                    |
| اسم الشهرة                | أحمد بن إبراهيم بن الزبير |
| تاريخ ومكان الولادة       | 626هـ، جيان               |
| تاريخ ومكان الوفاة        | 708هـ، غرناطة             |
| المهنة                    | مقرئ ونحوي                |